# Associació d'Amics i Víctimes del Còmic

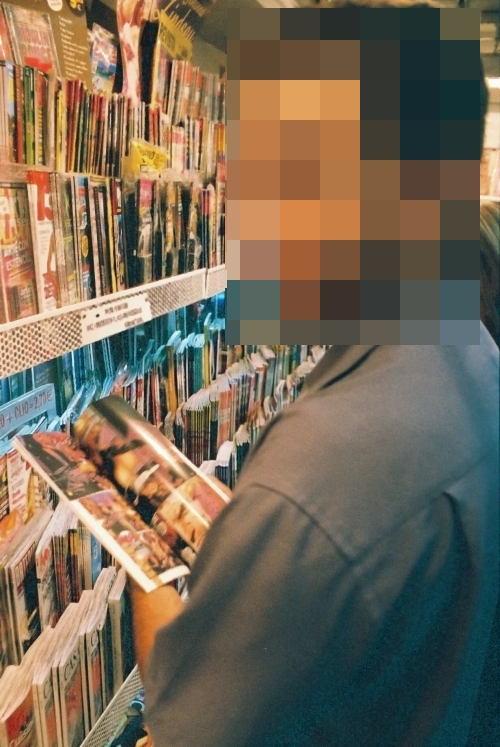
Jove fullejant un còmic a una tenda especialitzada.

L'Associació d'Amics i Víctimes del Còmic (AAVC) és una entitat que promou tot tipus d'activitats culturals relacionades amb el món del còmic a les Illes Balears. Va ser impulsada per un grup d'amics el mes de desembre de l'any 1996. L'acte de presentació oficial va ser una exposició de joves dibuixants de còmic (Pau, Tomeu Morey, Guillem March, entre d'altres...) i un cicle de xerrades sobre il·lustració (amb la participació de Rafel Vaquer i Florentino Flórez entre altres) al Centre Cultural de s'Escorxador. L'any 2008, l'Institut d'Estudis Baleàrics va concedir el Premi a la millor producció cultural Illa de Mallorca a l'AAVC.

## Projectes
D'ençà de la seva creació ha treballat conjuntament amb la llibreria Norma Còmics per a dur a terme gran nombre de projectes, dels que en destaquen:
- Exposicions: Còmic, 3 mirades (Miguelanxo Prado, F. Ibáñez i Paco Díaz), Mondo Lirondo, Còmic en Portada, Còmic, 3 mirades (Bartomeu Seguí, Víctor Mora i Das Pastoras), Dave McKean, Còmic, nous camins (Federico del Barrio + Gabi Beltrán), El Còmic a les Illes, T'Esquitxarem!, Territori Vaquer,...
- Presentacions: Prolongado sueño del sr. T, Escápula greatest hits, El sueño de México, Creativa, Sofía, Ana y Victoria, Lara Jones, Como un amoto, El joven Lovecraft, Angelitos negros, La juventud del Capitán Trueno, Prólogo d'una historia, 3 viajes, La hermandad, La Historieta y su uso, Dibujo y pinto mangas y superhéroes, ...
- Publicacions: Còmic Clips vol.1 i 2, el tebeo de Còmic Nostrum 2000, Creativa, ...
- Jornades de còmic: Còmic Nostrum 1999 - 2003, pitiuses.comIC, Llucmacòmic, fireta de llibres i tebeos vells, fira Còmic Nostrum (2008),...
- Tallers: des de 1996 a 2002 tallers de 3 mesos, aula.manga/còmic 2006-8 (per a instituts),...
- Promoció d'autors de les Illes Balears: stand promocional al Saló Internacional del Còmic de Barcelona (2007), creació de la web iebalearics.org/comic, stand promocional en el Festival del Còmic d'Angulema (2008),...
- Promoció de la creació del Premio Nacional de Cómic (Ministeri de Cultura d'Espanya).